# Antonio Martín
Antonio Martín Velasco (Torrelaguna, 24 mei 1970 - aldaar, 11 februari 1994) was een Spaans wielrenner. Martín was een veelbelovend ronderenner en won het jongerenklassement in de Ronde van Frankrijk 1993. Op 11 februari 1994, kort nadat hij voor Banesto had getekend, kwam hij om het leven bij een trainingsrit. Hij kwam waarschijnlijk in aanraking met de zijspiegel van een vrachtwagen en was op slag dood.

## Belangrijkste overwinningen
1993
- 6e etappe Ronde van Catalonië

## Resultaten in voornaamste wedstrijden
| Jaar | Ronde van Italië | Ronde van Frankrijk | Ronde van Spanje |
| ---- | ---------------- | ------------------- | ---------------- |
| 1993 |                  | 12e                 |                  |

Wielerploegen van Antonio Martín
Alonso ·
Aparicio ·
Arrieta ·
Bernard ·
Casero ·
Crespo ·
de Santos ·
Delgado ·
D. García ·
Garmendia ·
González ·
Gorospe ·
Heulot ·
M. Indurain ·
P. Indurain ·
Jiménez ·
López ·
Martín ·
Mauri ·
Miranda ·
Montoya ·
Nijboer ·
Rué ·
Uriarte ·
J. A. Zarrabeitia ·
M. Zarrabeitia ·
Blanco (stagiair) ·
J. V. Garcia (stagiair) ·
Pascual (stagiair) 